# Place Jean-Michel-Basquiat
La place Jean-Michel-Basquiat est une voie située dans le quartier de la Gare du 13e arrondissement de Paris, en France.

## Situation et accès

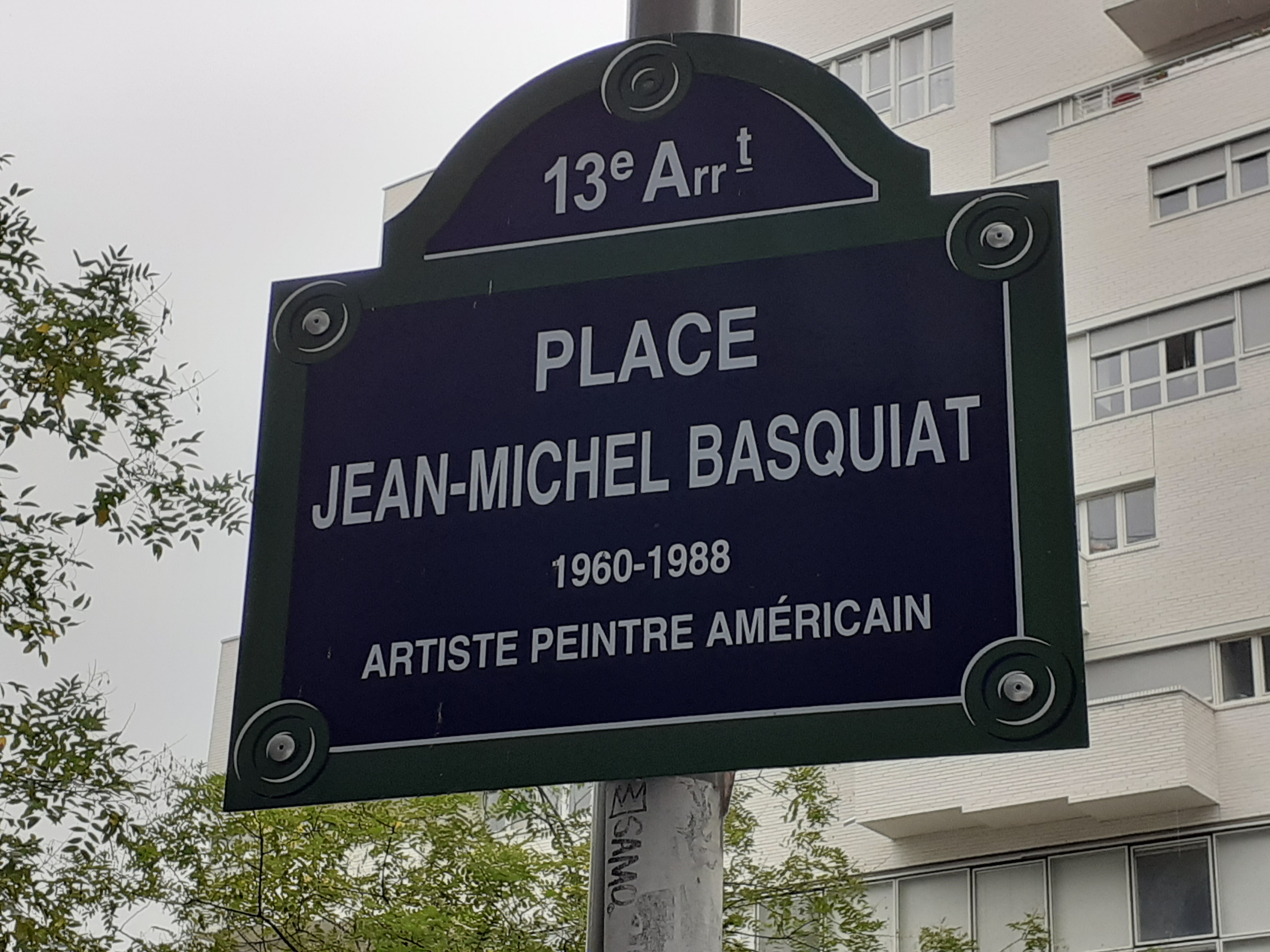
Plaque de la place Jean-Michel Basquiat

Elle est située entre la rue du Chevaleret et l'avenue de France dans le prolongement de la rue Émile-Durkheim et donne un accès piéton à la promenade Claude-Lévi-Strauss et au jardin Françoise-Mallet-Joris.

## Origine du nom
Elle porte le nom de l'artiste peintre américain Jean-Michel Basquiat (1960-1988), pionnier du street art. 

## Historique
Cette voie privée a été créée sur des terrains appartenant à la SNCF dans le cadre de l'aménagement de la ZAC Paris-Rive-Gauche sous le nom provisoire de « voie BR/13 ». La place a pris sa dénomination actuelle en juin 2014 et a été inaugurée en septembre 2018 avec la présence de la famille.
À noter qu'en 2011 une intervention artistique post-graffiti a été réalisée dans la centaine de pièces des fondations par l'auteur brutE Donnie Nasko.

## Bâtiments remarquables et lieux de mémoire
Agnès B a installé à cette adresse sa nouvelle fondation pour l'art contemporain,.